# Silvia Reséndiz Flores
Silvia Reséndiz Flores es una activista social mexicana con una trayectoria en movimientos de izquierda troskista, feminismo, ecologismo y derechos humanos. Como una de las líderes del grupo feminista Alaíde Foppa, en la década del 2000 obtuvo relevancia internacional por su participación en el Caso Paulina, una menor de edad que denunció una violación y cuyo acceso al aborto legal generó un amplio debate entre organizaciones feministas y grupos provida en Baja California. Estos últimos ofrecieron alternativas como becas, vivienda, trabajo y manutención para la menor. También es reconocida como una de las líderes de Mexicali Resiste, organización civil centrada en la oposición a proyectos de gestión estatal del agua. En este contexto, ha participado en acciones contra empresas transnacionales como Constellation Brands. En 2019, fue detenida por autoridades estadounidenses al intentar cruzar la frontera.

## Trayectoria
Reséndiz estudió arquitectura y empezó a participar en movimientos sociales desde joven, incluso antes de entrar a la Universidad. Tuvo una formación trotskista, y militó en el Partido Revolucionario de los Trabajadores (PRT) fundado por Rosario Ibarra de Piedra, del que fue candidata suplente al Senado de la República en 1991. Desde 1994, fecha en la cual surge el Ejército Zapatista de Liberación Nacional ha contribuido en sus causas sociales.
Ha sido cofundadora de distintas organizaciones feministas como Alaíde Foppa y el colectivo Mujeres Tierra. Como vocera y directora de Mujeres Tierra se ha pronunciado en defensa de las mujeres que se encuentran bajo proceso penal por el delito del aborto y la relevancia de evaluar estos casos bajo una perspectiva de género.

### Caso Paulina
El 25 de octubre de 1999 Reséndiz junto a Rebeca Maltos Garza presentó una queja formal en contra del Director del Hospital General de Mexicali, así como del personal del Instituto de Servicios de Salud Pública del Estado de Baja California, en agravio de la menor Paulina. En el mismo año levantaron una denuncia ante el Ministerio Público por el delito de abuso de autoridad en contra de quien resulte responsable. El 31 de marzo de 2000 el caso se llevó a la Comisión Nacional de los Derechos Humanos bajo el expediente 2000/83/1/I en contra del Gobernador del Estado de Baja California por la no aceptación de la Recomendación 2/2000, emitida por la Procuraduría de los Derechos Humanos y Protección Ciudadana de Baja California el 3 de marzo de 2000. Derivado de su participación en ese caso, Reséndiz fue excomulgada por la Iglesia católica.

### Mexicali Resiste
Luego de participar durante años en el Ejército Zapatista de Liberación Nacional, ha emprendido la lucha por el agua y liderado el movimiento en contra de una transnacional cervecera, el gobierno de Baja California y de los diputados del congreso del estado que defendían su permanencia en el estado. El 30 de junio, Reséndiz fue detenida por agentes fronterizos en Calexico, Estados Unidos a donde se dirigía para realizar compras personales.  Al momento de su detención, Reséndiz tenía su visa de turista. Las autoridades no le explicaron la razón de su detención ni ofrecieron información de su situación a familiares, ni a la prensa, por lo que se mantuvieron incomunicados por varias horas. Reséndiz denunció que durante su detención fue víctima de maltrato físico, intimidación y privada de alimento y agua, aún cuando informó su condición de salud como diabética. Se ha relacionado su detención con su participación en el movimiento en contra de la cervecera.